# Los Angeles Film Critics Association Awards 1988
La 14ª edizione dei Los Angeles Film Critics Association Awards si è tenuta il 24 gennaio 1989, per onorare il lavoro nel mondo del cinema per l'anno 1988.

## Premi
Miglior film
- Little Dorrit (Little Dorrit), regia di Christine Edzard
  - 2º classificato: Inseparabili (Dead Ringers), regia di David Cronenberg

Miglior attore
- Tom Hanks - Big e L'ultima battuta (Punchline)
  - 2º classificato: Gene Hackman - Un'altra donna (Another Woman), Bat*21, L'ultima luna d'agosto (Full Moon in Blue Water), Mississippi Burning - Le radici dell'odio (Mississippi Burning) e Boxe (Split Decision)

Miglior attrice
- Christine Lahti - Vivere in fuga (Running on Empty)
  - 2º classificato: Diane Venora - Bird

Miglior regista
- David Cronenberg - Inseparabili (Dead Ringers)
  - 2º classificato: Martin Scorsese - L'ultima tentazione di Cristo (The Last Temptation of Christ)

Miglior attore non protagonista
- Alec Guinness - Little Dorrit
  - 2º classificato: Martin Landau - Tucker - Un uomo e il suo sogno (Tucker: The Man and His Dream)

Miglior attrice non protagonista
- Geneviève Bujold - Inseparabili (Dead Ringers) e Moderns (The Moderns)
  - 2º classificato: Miriam Margolyes - Little Dorrit

Miglior sceneggiatura
- Ron Shelton - Bull Durham - Un gioco a tre mani (Bull Durham)
  - 2º classificato: Alan Rudolph e Jon Bradshaw - Moderns (The Moderns)

Miglior fotografia
- Henri Alekan - Il cielo sopra Berlino (Der Himmel über Berlin)

Miglior colonna sonora
- Mark Isham - The Moderns

Miglior film in lingua straniera
- Il cielo sopra Berlino (Der Himmel über Berlin), regia di Wim Wenders  ·   Germania Ovest/ Francia
  - 2º classificato: Salaam Bombay!, regia di Mira Nair  ·   India

Miglior documentario
- Hôtel Terminus (Hôtel Terminus: The Life and Times of Klaus Barbie), regia di Marcel Ophüls

Miglior film sperimentale/indipendente;
- Derek Jarman - The Last of England
- Al Razutis - Amerika

New Generation Award
- Mira Nair - Salaam Bombay!

Career Achievement Award
- Don Siegel

Menzione speciale
- Chi ha incastrato Roger Rabbit (Who Framed Roger Rabbit), regia di Robert Zemeckis